# Valerie Ziegenfuss
Valerie Ziegenfuss, detta Val, coniugata Bradshaw (San Diego, 29 giugno 1949), è un'ex tennista statunitense.

## Carriera
In carriera ha vinto quattro titoli di doppio. Nei tornei del Grande Slam ha ottenuto il suo miglior risultato raggiungendo le semifinali di doppio a Wimbledon nel 1969 e nel 1971 e agli US Open sempre nel 1969 e nel 1971.
In Fed Cup ha disputato un totale di 7 partite, ottenendo 6 vittorie e una sconfitta.

## Statistiche

### Singolare

#### Finali perse (1)
| Numero | Anno             | Torneo                                         | Superficie | Avversaria in finale | Punteggio |
| 1.     | 19 febbraio 1972 | Virginia Slims of Oklahoma City, Oklahoma City |            | Rosie Casals         | 4-6, 1-6  |

### Doppio

#### Vittorie (4)
| Numero | Anno             | Torneo                                   | Superficie  | Compagna       | Avversarie in finale               | Punteggio     |
| 1.     | 23 marzo 1971    | US Indoors, Detroit                      |             | Mary-Ann Eisel | Jane Bartkowicz Judy Tegart Dalton | 2-6, 6-2, 6-3 |
| 2.     | 26 febbraio 1972 | Virginia Slims of Washington, Washington |             | Wendy Overton  | Judy Tegart Dalton Françoise Dürr  | 7-5, 6-2      |
| 3.     | 28 novembre 1976 | South African Open, Johannesburg         |             | Laura duPont   | Yvonne Vermaak Elizabeth Vlotman   | 6-1, 6-4      |
| 4.     | 5 novembre 1978  | WTA Argentine Open, Buenos Aires         | Terra rossa | Françoise Dürr | Laura duPont Regina Maršíková      | 1-6, 6-4, 6-3 |

### Doppio

#### Finali perse (6)
| Numero | Anno            | Torneo                                         | Superficie  | Compagna         | Avversarie in finale            | Punteggio     |
| 1.     | 31 gennaio 1971 | Virginia Slims of Oklahoma City, Oklahoma City |             | Mary-Ann Eisel   | Rosie Casals Billie Jean King   | 7-6, 0-6, 5-7 |
| 2.     | 20 giugno 1971  | Queen's Club Championships, Londra             |             | Mary-Ann Eisel   | Rosie Casals Billie Jean King   | 2-6, 6-8      |
| 3.     | 11 giugno 1972  | WTA German Open, Amburgo                       |             | Wendy Overton    | Helga Masthoff Heide Orth       | 3-6, 6-2, 0-6 |
| 4.     | 20 gennaio 1973 | BMC Invitation, San Francisco                  |             | Wendy Overton    | Margaret Court Lesley Hunt      | 1-6, 5-7      |
| 5.     | 2 maggio 1976   | Family Circle Cup, Amelia Island               | Terra rossa | Kathy Kuykendall | Linky Boshoff Ilana Kloss       | 3-6, 2-6      |
| 6.     | 9 gennaio 1977  | Virginia Slims of Washington, Washington       | Sintetico   | Kristien Kemmer  | Martina Navrátilová Betty Stöve | 5-7, 2-6      |